# Acuerdo de Kumanovo
El Acuerdo Técnico Militar entre la Fuerza Internacional de Seguridad (KFOR) y los Gobiernos de la República Federal de Yugoslavia y la República de Serbia (conocido también como Acuerdo o Tratado de Kumanovo) fue un acuerdo celebrado el 9 de junio de 1999 en Kumanovo, actual Macedonia del Norte. Supuso el fin de la Guerra de Kosovo y estableció nuevas relaciones básicas entre Yugoslavia y la KFOR, que pasaría a reemplazar a las unidades del ejército yugoslavo en aquel territorio.

## Antecedentes
El período previo al Acuerdo de Kumanovo se caracterizó por un frenesí de negociaciones no sólo entre Yugoslavia y Serbia, sino también entre la OTAN y Rusia. A pesar del acuerdo inicial, por ejemplo, sobre un calendario de retirada de las fuerzas serbias en Kosovo, la Operación Fuerza Aliada de la OTAN seguía en marcha, a la espera de que se completara la retirada total de las tropas serbias.
Hay fuentes que citan el papel que desempeñó Rusia en la resolución inmediata del acuerdo. Se afirma que hubo una reunión entre el ministro de Asuntos Exteriores ruso, Ígor Ivánov, y la Secretaria de Estado estadounidense, Madeleine Albright. Se llegó a un acuerdo inicial entre las dos partes, que contemplaba un compromiso por parte de la OTAN de cesar sus ataques aéreos y la voluntad de eliminar un pasaje que quería incluir en el Acuerdo de Kumanovo a cambio del apoyo ruso a una próxima Resolución de la ONU acordada por el Grupo de los Ocho. Sin la participación rusa, la Resolución del Consejo de Seguridad de la ONU sobre Kosovo no se habría aprobado y los ataques aéreos de la OTAN habrían continuado.

## Disposiciones del acuerdo
Las principales disposiciones del acuerdo tenían por objeto posibilitar lo siguiente:
- El cese de las hostilidades entre la Fuerza de la OTAN en Kosovo (KFOR) y la República Federal de Yugoslavia, seguido del fin de la campaña de bombardeos en caso de que la RFY cumpliera efectivamente el acuerdo.
- Definición de una zona de seguridad aérea de 25 km y de una zona de seguridad terrestre de 5 km alrededor de las fronteras de Kosovo, adentrándose en territorio administrado por la RFY en caso necesario, en las que las fuerzas militares de la RFY no podrían entrar sin el permiso de la KFOR.
- En el transcurso de 11 días desde su firma, la retirada escalonada de Kosovo por parte de las fuerzas de la RFY, incluida la eliminación de los dispositivos militares (minas, trampas explosivas) de las líneas de comunicación, y el aporte de información a la OTAN sobre los peligros restantes.
- El despliegue de fuerzas civiles y de seguridad dentro de Kosovo, con arreglo a lo contemplado en el borrador de Resolución del Consejo de Seguridad de las Naciones Unidas que se aprobaría en breve.
- Autorización a la KFOR para que adopte cuantas medidas sean necesarias, incluido el uso de la fuerza, para garantizar el cumplimiento del acuerdo y su propia protección, y para que contribuya a establecer un entorno seguro para la presencia civil internacional y otras agencias y organizaciones internacionales.

La presencia de la OTAN fue sancionada por la Resolución 1244 del Consejo de Seguridad de las Naciones Unidas, que autorizó a los Estados miembros de la ONU y a las organizaciones internacionales a mantener una presencia internacional de seguridad, como Fuerza de Kosovo (KFOR), con un mandato de duración indefinida a menos que el Consejo de Seguridad de la ONU decida lo contrario. La KFOR fue autorizada a adoptar todas las medidas necesarias para garantizar el cumplimiento del acuerdo.

## Estado del tratado
El experto jurídico Enrico Milano ha argumentado que el Acuerdo de Kumanovo «es dudoso en virtud de la Convención de Viena sobre el Derecho de los Tratados (CVDT) y, en consecuencia, también lo son ciertas partes de la Resolución 1244 que hacen referencia, implícita o explícitamente, al párrafo 10 del Anexo 2 de dicha resolución». Un argumento concreto es que «resulta cuestionable que el Acuerdo de Kumanovo pueda considerarse válido con arreglo al artículo 52 de la CVDT, que establece que "Es nulo todo tratado cuya celebración se haya obtenido por la amenaza o el uso de la fuerza en violación de los principios de derecho internacional incorporados en la Carta de las Naciones Unidas"». La argumentación jurídica señala que, de hecho, para subsanar las cuestiones jurídicas que se plantean, es preciso formalizar un Acuerdo sobre el Estatuto de las Fuerzas con Belgrado.